# Nagyhajmás
Nagyhajmás é um município da Hungria, situado no condado de Baranya. Tem 18,01 km² de área e sua população em 2019 foi estimada em 278 habitantes.